# Umeda Naoya
Naoya Umeda (sinh ngày 27 tháng 4 năm 1978) là một cầu thủ bóng đá người Nhật Bản.

## Sự nghiệp câu lạc bộ
Naoya Umeda đã từng chơi cho Sanfrecce Hiroshima, Urawa Reds, Montedio Yamagata, Shonan Bellmare, Gainare Tottori và FC Gifu.